# Lista chorążych reprezentacji Madagaskaru na igrzyskach olimpijskich
Lista chorążych reprezentacji Madagaskaru na igrzyskach olimpijskich – lista zawodników i zawodniczek reprezentacji Madagaskaru, którzy podczas ceremonii otwarcia nowożytnych igrzysk olimpijskich nieśli flagę Madagaskaru.

## Chronologiczna lista chorążych
| Lp. | Rok i miejsce        | Chorąży                      | Dyscyplina            |
| --- | -------------------- | ---------------------------- | --------------------- |
| 1   | 1964, Tokio          | b.d.                         |                       |
| 2   | 1968, Meksyk         | b.d.                         |                       |
| 3   | 1972, Monachium      | Jean-Aimé Randrianalijaona   | Lekkoatletyka         |
| 4   | 1980, Moskwa         | b.d.                         |                       |
| 5   | 1984, Los Angeles    | Jean-Luc Bezoky              | Boks                  |
| 6   | 1992, Barcelona      | b.d.                         |                       |
| 7   | 1996, Atlanta        | Dally Randriantefy           | Tenis                 |
| 8   | 2000, Sydney         | Joseph-Berlioz Randriamihaja | Lekkoatletyka         |
| 9   | 2004, Ateny          | Rosa Rakotozafy              | Lekkoatletyka         |
| 10  | 2006, Turyn          | Mathieu Razanakolona         | Narciarstwo alpejskie |
| 11  | 2008, Pekin          | Jean de Dieu Soloniaina      | Boks                  |
| 12  | 2012, Londyn         | Fetra Ratsimiziva            | Judo                  |
| 13  | 2016, Rio de Janeiro | Eliane Saholinirina          | Lekkoatletyka         |
| 14  | 2018, Pjongczang     | Mialitiana Clerc             | Narciarstwo alpejskie |
| 15  | 2020, Tokio          | Damiella Nomenjanahary       | Judo                  |
| 15  | 2020, Tokio          | Éric Andriantsitohaina       | Podnoszenie ciężarów  |
| 16  | 2022, Pekin          | Mialitiana Clerc             | Narciarstwo alpejskie |
| 16  | 2022, Pekin          | Mathieu Neumuller            | Narciarstwo alpejskie |